# Anton Janda
Anton Janda (ur. 1 maja 1904 w Wiedniu, zm. 26 września 1985 tamże) – austriacki piłkarz występujący na pozycji obrońcy, reprezentant Austrii w latach 1928–1934.

## Kariera klubowa
Janda podczas kariery piłkarskiej datowanej na lata 1924–1935 występował w klubie Admira Wiedeń. Był częścią drużyny, która zdominowała austriacki futbol na przełomie lat 20. i 30. XX wieku.
Czterokrotnie zdobył mistrzostwo Austrii w sezonach 1926/27, 1927/28, 1931/32 i 1933/34. Trzykrotnie zwyciężył w rozgrywkach o Puchar Austrii w sezonie 1927/28, 1931/32 i 1933/34. Zagrał także w przegranym finale Pucharu Mitropa w 1934. Zakończył karierę piłkarską w 1948 roku. 

## Kariera reprezentacyjna
Janda w reprezentacji Austrii zadebiutował 1 kwietnia 1928 w meczu przeciwko Czechosłowacji, przegranym 0:1. 
W 1934 został powołany na Mistrzostwa Świata 1934. Na turnieju pełnił rolę zawodnika rezerwowego i nie wystąpił w żadnym ze spotkań. Austria zakończyła mundial na 4. miejscu. Po raz ostatni w reprezentacji zagrał 23 września 1934, w meczu przeciwko Czechosłowacji, zremisowanym 2:2. Łącznie w latach 1928–1934 wystąpił w 10 spotkaniach.
| Mecze i gole w reprezentacji Austrii | Mecze i gole w reprezentacji Austrii | Mecze i gole w reprezentacji Austrii | Mecze i gole w reprezentacji Austrii | Mecze i gole w reprezentacji Austrii | Mecze i gole w reprezentacji Austrii | Mecze i gole w reprezentacji Austrii |
| #                                    | Data                                 | Miasto                               | Przeciwnik                           | Gol                                  | Wynik                                | Rozgrywki                            |
| ------------------------------------ | ------------------------------------ | ------------------------------------ | ------------------------------------ | ------------------------------------ | ------------------------------------ | ------------------------------------ |
| 1.                                   | 01.04.1928                           | Wiedeń                               | Czechosłowacja                       |                                      | 0:1                                  | Puchar Europy Środkowej              |
| 2.                                   | 28.10.1928                           | Wiedeń                               | Szwajcaria                           |                                      | 2:0                                  | Puchar Europy Środkowej              |
| 3.                                   | 17.03.1929                           | Praga                                | Czechosłowacja                       |                                      | 3:3                                  | towarzyski                           |
| 4.                                   | 07.04.1929                           | Wiedeń                               | Włochy                               |                                      | 3:0                                  | Puchar Europy Środkowej              |
| 5.                                   | 05.05.1929                           | Wiedeń                               | Węgry                                |                                      | 2:2                                  | towarzyski                           |
| 6.                                   | 06.10.1929                           | Budapeszt                            | Węgry                                |                                      | 1:2                                  | towarzyski                           |
| 7.                                   | 27.10.1929                           | Berno                                | Szwajcaria                           |                                      | 3:1                                  | Puchar Europy Środkowej              |
| 8.                                   | 22.05.1932                           | Praga                                | Czechosłowacja                       |                                      | 1:1                                  | Puchar Europy Środkowej              |
| 9.                                   | 29.11.1933                           | Glasgow                              | Szkocja                              |                                      | 2:2                                  | towarzyski                           |
| 10.                                  | 23.09.1934                           | Wiedeń                               | Czechosłowacja                       |                                      | 2:2                                  | Puchar Europy Środkowej              |

## Sukcesy
Admira Wiedeń
- mistrzostwo Austrii: 1926/27, 1927/28, 1931/32, 1933/34
- Puchar Austrii: 1927/28, 1931/32, 1933/34
- finał Pucharu Mitropa: 1934